# Frances Davidson, Viscountess Davidson

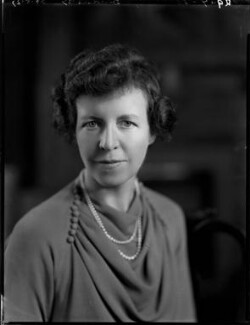
Frances Davidson, Viscountess Davidson

Frances Joan Davidson, Viscountess Davidson DBE (geborene Dickinson, * 29. Mai 1894; † 25. November 1985) war eine britische Politikerin der Conservative Party, die 22 Jahre lang Abgeordnete des House of Commons war und 1964 als Life Peeress Mitglied des House of Lords wurde.

## Leben
Frances Dickinson war eine Tochter von Willoughby Dickinson, der zwölf Jahre für die Liberal Party Abgeordneter des House of Commons war und der 1930 als erblicher Baron Dickinson Mitglied des House of Lords wurde. Während des Ersten Weltkrieges arbeitete sie in der Betreuung von Kriegsgefangenen beim Britischen Roten Kreuz und wurde aus Anerkennung für diese Arbeit 1919 als Officer des Order of the British Empire ausgezeichnet.
1919 heiratete sie den Politiker John Colin Campbell Davidson (1889–1970), der mehrere Jahre als Abgeordneter der Unionist Party beziehungsweise der Conservative Party für den Wahlkreis Hemel Hempstead Mitglied des House of Commons und zeitweilig Chancellor of the Duchy of Lancaster war. Nachdem ihr Ehemann am 3. Juni 1935 als Knight Grand Cross des Royal Victorian Order geadelt worden war, führte sie den Höflichkeitstitel Lady Davidson und nachdem er am 11. Juni 1937 als Viscount Davidson zum erblichen Peer erhoben, den Höflichkeitstitel Viscountess Davidson. Ihr Ehemann wurde als Peer Mitglied des House of Lords und schied dazu aus dem House of Commons aus. Bei der Nachwahl um die Nachfolge auf dessen Unterhausmandat im Wahlkreis Hemel Hempstead am 22. Juni 1937 als Kandidatin der Conservative Party ins House of Commons gewählt und hatte dieses Mandat bis zur Unterhauswahl am 8. Oktober 1959 angehörte. 1952 wurde sie selbst als Dame Commander des Order of the British Empire geadelt.
Etwas mehr als vier Jahre nach ihrem Ausscheiden aus dem Unterhaus wurde Viscountess Davidson durch am 13. Januar 1964 als Baroness Northchurch, of Chiswick in the County of Middlesex, selbst zur Life Peeress erhoben und war damit bis zu ihrem Tod auch Mitglied des House of Lords. Sie und ihr Ehemann gehörten damit zu den wenigen Ehepaaren, die zeitgleich aufgrund eigener Adelstitel Mitglied des Oberhauses waren.
Aus ihrer Ehe gingen vier Kinder hervor:
- Hon. Margaret Joan Davidson (1922–2008), ⚭ 1943 Ven. Benjamin George Burton Fox;
- Hon. Jean Elizabeth Davidson (1924–2020), ⚭ 1952 Hon. Charles Richard Strutt (1910–1981), Sohn des Robert Strutt, 4. Baron Rayleigh;
- John Andrew Davidson, 2. Viscount Davidson (1928–2012), ⚭ (1) 1956–1974 Margaret Birgitta Norton, ⚭ (1) 1975 Pamela Joy Vergette;
- Malcolm William Mackenzie Davidson, 3. Viscount Davidson (1934–2019), ⚭ 1970 Evelyn Ann Carew Storey.